# 门布乡
门布乡（藏語：སྨན་ཕུ་），是中华人民共和国西藏自治区日喀则市聂拉木县下辖的一个乡镇级行政单位。

## 行政区划
门布乡下辖以下地区：
查松村、孔措村、年多村、西木村、昌加村、古措村、普日村、门卡麦村和春都村。